# Xã Pine Grove, Quận Warren, Pennsylvania
Xã Pine Grove (tiếng Anh: Pine Grove Township) là một xã thuộc quận Warren, tiểu bang Pennsylvania, Hoa Kỳ. Năm 2010, dân số của xã này là 2.695 người.